# Đại Thắng (Quảng Nam)
Đại Thắng is een xã in het district Đại Lộc, een van de districten in de Vietnamese provincie Quảng Nam.
Đại Thắng ligt op de noordelijke oever van de Thu Bồn.